# George Shearing
George Shearing (ur. 13 sierpnia 1919 w Londynie, zm. 14 lutego 2011 w Nowym Jorku) – amerykański pianista i kompozytor jazzowy pochodzenia angielskiego.
Niewidomy od urodzenia, najprawdopodobniej wskutek nieudanej aborcji. Uczył się gry na fortepianie i akordeonie. W 1947 przeniósł się na stałe do USA, gdzie założył kwintet. Grali w nim m.in. Joe Pass, Gary Burton i Israel Crosby. Pracował z wieloma gwiazdami jako akompaniator m.in. Peggy Lee, Carmen McRae, Mel Torme, Marian McPartland. Wielką popularność zdobyła jego kompozycja Lullaby of Birdland.

## Wybrana dyskografia
źródło:.
- Velvet Carpet (1956)
- Black Satin (1957)
- Satin Affair (1961)
- My Ship (1974)
- Windows (1977)
- On Terget (1979)
- Alone Together (1981)
- Bright Dimension (1984)
- Grand Piano (1985)
- Walkin’ (1993)
- Favorite Things (1997)
- Back to Birdland (2001)